# KADEX
Die KADEX (Kazakhstan Defence EXPO) ist eine Fachmesse für Wehrtechnik in Kasachstan (russ. Международная выставка вооружения и военно-технического имущества «KADEX-2010»; engl. International Exhibition of Weapons Systems an Military Equipment; deutsch: Internationale Ausstellung für Militärtechnik und militärtechnische Ausrüstung). Diese Waffenausstellung findet auf der Luftwaffenbasis der kasachischen Hauptstadt Astana statt. Veranstalter ist das Verteidigungsministerium der Republik Kasachstan. Die Messe findet alle zwei Jahre statt und wurde bisher 2010 und 2012 durchgeführt.
Neben neuen Waffensystemen wird auf der Messe Militärtechnik angeboten, sowie Dienstleistungen für die Nachschubtruppen und Sanitätsdienste, IT-Technologien, Bau und Infrastruktur.
Die Messe ist in fünf Abschnitte untergliedert:
- Bewaffnung und Militärtechnik für Landtruppen und Marine
- Luftfahrt und Luftbewaffnung, Systeme und Mittel für die Luftabwehr
- Ausrüstung für den Spezialeinsatz
- Rückwärtige Dienste und technische Sicherstellung der Truppen

Ziel der Messe ist unter anderem die Förderung des Technologietransfer im Bereich Waffen- und Spezialtechnologie vom Ausland nach Kasachstan und die Anbahnung der Zusammenarbeit mit entsprechenden Unternehmen sowie die Markteinführung von Militärtechnologie in Kasachstan.

## KADEX 2010
Die KADEX 2010 fand vom 26. bis 29. Mai statt. Auf der Messe waren 200 Aussteller aus 20 Ländern. Es gab vier Papillons sowie eine Ausstellungsfläche von 15.000 m² unter offenem Himmel. Zur Messe reisten offizielle Delegationen aus 40 Ländern an.

## KADEX 2012
Die KADEX 2012 fand vom 3. bis 6. Mai statt. Im Rahmen der KADEX 2012 fand auch ein Internationales Festival der Militärorchester statt.